# Madrid Open 2025 - Qualificazioni singolare femminile
Le qualificazioni del singolare femminile del Madrid Open 2025 sono un torneo di tennis preliminare per accedere alla fase finale della manifestazione disputate il 21 e 22 aprile 2025. Le vincitrici dell'ultimo turno sono entrate di diritto nel tabellone principale. In caso di ritiro di una o più giocatrici aventi diritto, a queste sono subentrate le lucky loser, ossia le giocatrici che avevano perso nell'ultimo turno ma che avevano una classifica più alta rispetto alle altre partecipanti che avevano comunque perso nel turno finale.

## Teste di serie
1. Anna Blinkova (qualificata)
2. Bernarda Pera (ultimo turno, lucky loser)
3. Zeynep Sönmez (qualificata)
4. Maya Joint (qualificata)
5. Tatjana Maria (primo turno)
6. Kamilla Rachimova (primo turno)
7. Arantxa Rus (primo turno)
8. Anca Todoni (primo turno, ritirata)
9. Elisabetta Cocciaretto (ultimo turno, lucky loser)
10. Elena-Gabriela Ruse (primo turno)
11. Olivia Gadecki (primo turno)
12. Cristina Bucșa (ultimo turno, lucky loser)

1. Laura Siegemund (primo turno)
2. Jil Teichmann (ultimo turno)
3. Ėrika Andreeva (primo turno)
4. Anna Bondár (primo turno)
5. Julija Starodubceva (qualificata)
6. Anastasija Zacharova (primo turno)
7. Harriet Dart (primo turno)
8. Aljaksandra Sasnovič (qualificata)
9. Nuria Párrizas Díaz (primo turno)
10. Diane Parry (qualificata)
11. Antonia Ružić (ultimo turno)
12. María Carlé (qualificata)

## Qualificate
1. Anna Blinkova
2. María Carlé
3. Zeynep Sönmez
4. Maya Joint
5. Aljaksandra Sasnovič
6. Jana Fett

1. Rebeka Masarova
2. Julija Starodubceva
3. Diane Parry
4. Teodora Kostović
5. Panna Udvardy
6. Francesca Jones

### Lucky loser
1. Bernarda Pera
2. Elisabetta Cocciaretto

1. Cristina Bucșa

## Tabellone

### Legenda
| - Q = Qualificato - WC = Wild card - LL = Lucky loser | - ALT = Alternate - SE = Special Exempt - PR = Protected Ranking | - w/o = Walkover - r = Ritirato - d = Squalificato |

### Sezione 1
|  | Primo turno | Primo turno         | Primo turno         | Primo turno | Primo turno |  |  | Ultimo turno | Ultimo turno    | Ultimo turno    | Ultimo turno | Ultimo turno |  |
|  |             |                     |                     |             |             |  |  |              |                 |                 |              |              |  |
|  | 1           | Anna Blinkova       | Anna Blinkova       | 6           | 6           |  |  |              |                 |                 |              |              |  |
|  | WC          | Neus Torner Sensano | Neus Torner Sensano | 3           | 3           |  |  | 1            | Anna Blinkova   | Anna Blinkova   | 6            | 7            |  |
|  | WC          | Kaitlin Quevedo     | Kaitlin Quevedo     | 6           | 6           |  |  | WC           | Kaitlin Quevedo | Kaitlin Quevedo | 4            | 67           |  |
|  | 21          | Nuria Párrizas Díaz | Nuria Párrizas Díaz | 2           | 4           |  |  |              |                 |                 |              |              |  |

### Sezione 2
|  | Primo turno | Primo turno          | Primo turno          | Primo turno | Primo turno |  |  | Ultimo turno | Ultimo turno  | Ultimo turno  | Ultimo turno | Ultimo turno |  |
|  |             |                      |                      |             |             |  |  |              |               |               |              |              |  |
|  | 2           | Bernarda Pera        | Bernarda Pera        | 6           | 6           |  |  |              |               |               |              |              |  |
|  | WC          | Ruth Roura Llaverias | Ruth Roura Llaverias | 2           | 4           |  |  | 2            | Bernarda Pera | Bernarda Pera | 64           | 2            |  |
|  |             | Darija Snihur        | 7                    | 67          | 4           |  |  | 24           | María Carlé   | María Carlé   | 7            | 6            |  |
|  | 24          | María Carlé          | 5                    | 7           | 6           |  |  |              |               |               |              |              |  |

### Sezione 3
|  | Primo turno | Primo turno         | Primo turno         | Primo turno | Primo turno |  |  | Ultimo turno | Ultimo turno      | Ultimo turno      | Ultimo turno | Ultimo turno |  |
|  |             |                     |                     |             |             |  |  |              |                   |                   |              |              |  |
|  | 3           | Zeynep Sönmez       | Zeynep Sönmez       | 7           | 6           |  |  |              |                   |                   |              |              |  |
|  |             | Leyre Romero Gormaz | Leyre Romero Gormaz | 68          | 3           |  |  | 3            | Zeynep Sönmez     | Zeynep Sönmez     | 6            | 6            |  |
|  |             | Varvara Lepchenko   | 6                   | 63          | 6           |  |  |              | Varvara Lepchenko | Varvara Lepchenko | 2            | 2            |  |
|  | 19          | Harriet Dart        | 4                   | 7           | 3           |  |  |              |                   |                   |              |              |  |

### Sezione 4
|  | Primo turno | Primo turno      | Primo turno      | Primo turno | Primo turno |  |  | Ultimo turno | Ultimo turno  | Ultimo turno  | Ultimo turno | Ultimo turno |  |
|  |             |                  |                  |             |             |  |  |              |               |               |              |              |  |
|  | 4           | Maya Joint       | 6                | 2           | 6           |  |  |              |               |               |              |              |  |
|  |             | Sara Errani      | 4                | 6           | 2           |  |  | 4            | Maya Joint    | Maya Joint    | 7            | 6            |  |
|  | PR          | Yanina Wickmayer | Yanina Wickmayer | 1           | 2           |  |  | 14           | Jil Teichmann | Jil Teichmann | 62           | 1            |  |
|  | 14          | Jil Teichmann    | Jil Teichmann    | 6           | 6           |  |  |              |               |               |              |              |  |

### Sezione 5
|  | Primo turno | Primo turno          | Primo turno          | Primo turno | Primo turno |  |  | Ultimo turno | Ultimo turno         | Ultimo turno         | Ultimo turno | Ultimo turno |  |
|  |             |                      |                      |             |             |  |  |              |                      |                      |              |              |  |
|  | 5           | Tatjana Maria        | Tatjana Maria        | 3           | 3           |  |  |              |                      |                      |              |              |  |
|  | WC          | Tyra Caterina Grant  | Tyra Caterina Grant  | 6           | 6           |  |  | WC           | Tyra Caterina Grant  | Tyra Caterina Grant  | 1            | 5            |  |
|  | PR          | Mirjam Björklund     | Mirjam Björklund     | 3           | 1           |  |  | 20           | Aljaksandra Sasnovič | Aljaksandra Sasnovič | 6            | 7            |  |
|  | 20          | Aljaksandra Sasnovič | Aljaksandra Sasnovič | 6           | 6           |  |  |              |                      |                      |              |              |  |

### Sezione 6
|  | Primo turno | Primo turno       | Primo turno       | Primo turno | Primo turno |  |  | Ultimo turno | Ultimo turno  | Ultimo turno | Ultimo turno | Ultimo turno |  |
|  |             |                   |                   |             |             |  |  |              |               |              |              |              |  |
|  | 6           | Kamilla Rachimova | Kamilla Rachimova | 3           | 3           |  |  |              |               |              |              |              |  |
|  |             | Jana Fett         | Jana Fett         | 6           | 6           |  |  |              | Jana Fett     | 6            | 3            | 6            |  |
|  | WC          | Ariana Geerlings  | Ariana Geerlings  | 4           | 2           |  |  | 23           | Antonia Ružić | 2            | 6            | 4            |  |
|  | 23          | Antonia Ružić     | Antonia Ružić     | 6           | 6           |  |  |              |               |              |              |              |  |

### Sezione 7
|  | Primo turno | Primo turno     | Primo turno     | Primo turno | Primo turno |  |  | Ultimo turno | Ultimo turno    | Ultimo turno | Ultimo turno | Ultimo turno |  |
|  |             |                 |                 |             |             |  |  |              |                 |              |              |              |  |
|  | 7           | Arantxa Rus     | Arantxa Rus     | 1           | 5           |  |  |              |                 |              |              |              |  |
|  |             | Rebeka Masarova | Rebeka Masarova | 6           | 7           |  |  |              | Rebeka Masarova | 6            | 5            | 6            |  |
|  |             | Sára Bejlek     | Sára Bejlek     | 7           | 6           |  |  |              | Sára Bejlek     | 2            | 7            | 2            |  |
|  | 16          | Anna Bondár     | Anna Bondár     | 5           | 3           |  |  |              |                 |              |              |              |  |

### Sezione 8
|  | Primo turno | Primo turno         | Primo turno    | Primo turno | Primo turno |  |  | Ultimo turno | Ultimo turno        | Ultimo turno | Ultimo turno | Ultimo turno |  |
|  |             |                     |                |             |             |  |  |              |                     |              |              |              |  |
|  | 8           | Anca Todoni         | Anca Todoni    | 3           | r           |  |  |              |                     |              |              |              |  |
|  |             | Elsa Jacquemot      | Elsa Jacquemot | 3           |             |  |  |              | Elsa Jacquemot      | 65           | 6            | 5            |  |
|  |             | Chloé Paquet        | 6              | 3           | 0           |  |  | 17           | Julija Starodubceva | 7            | 2            | 7            |  |
|  | 17          | Julija Starodubceva | 2              | 6           | 6           |  |  |              |                     |              |              |              |  |

### Sezione 9
|  | Primo turno | Primo turno            | Primo turno            | Primo turno | Primo turno |  |  | Ultimo turno | Ultimo turno           | Ultimo turno           | Ultimo turno | Ultimo turno |  |
|  |             |                        |                        |             |             |  |  |              |                        |                        |              |              |  |
|  | 9           | Elisabetta Cocciaretto | Elisabetta Cocciaretto | 6           | 6           |  |  |              |                        |                        |              |              |  |
|  |             | Priscilla Hon          | Priscilla Hon          | 2           | 1           |  |  | 9            | Elisabetta Cocciaretto | Elisabetta Cocciaretto | 2            | 2            |  |
|  |             | Oksana Selechmet'eva   | Oksana Selechmet'eva   | 2           | 5           |  |  | 22           | Diane Parry            | Diane Parry            | 6            | 6            |  |
|  | 22          | Diane Parry            | Diane Parry            | 6           | 7           |  |  |              |                        |                        |              |              |  |

### Sezione 10
|  | Primo turno | Primo turno         | Primo turno        | Primo turno | Primo turno |  |  | Ultimo turno | Ultimo turno       | Ultimo turno       | Ultimo turno | Ultimo turno |  |
|  |             |                     |                    |             |             |  |  |              |                    |                    |              |              |  |
|  | 10          | Elena-Gabriela Ruse | 4                  | 6           | 63          |  |  |              |                    |                    |              |              |  |
|  | WC          | Teodora Kostović    | 6                  | 2           | 7           |  |  | WC           | Teodora Kostović   | Teodora Kostović   | 6            | 6            |  |
|  |             | Lucrezia Stefanini  | Lucrezia Stefanini | 7           | 6           |  |  |              | Lucrezia Stefanini | Lucrezia Stefanini | 2            | 2            |  |
|  | 15          | Ėrika Andreeva      | Ėrika Andreeva     | 5           | 4           |  |  |              |                    |                    |              |              |  |

### Sezione 11
|  | Primo turno | Primo turno          | Primo turno          | Primo turno | Primo turno |  |  | Ultimo turno | Ultimo turno  | Ultimo turno  | Ultimo turno | Ultimo turno |  |
|  |             |                      |                      |             |             |  |  |              |               |               |              |              |  |
|  | 11          | Olivia Gadecki       | 7                    | 5           | 1           |  |  |              |               |               |              |              |  |
|  |             | Panna Udvardy        | 62                   | 7           | 6           |  |  |              | Panna Udvardy | Panna Udvardy | 6            | 6            |  |
|  |             | Jule Niemeier        | Jule Niemeier        | 6           | 7           |  |  |              | Jule Niemeier | Jule Niemeier | 2            | 3            |  |
|  | 18          | Anastasija Zacharova | Anastasija Zacharova | 3           | 5           |  |  |              |               |               |              |              |  |

### Sezione 12
|  | Primo turno | Primo turno     | Primo turno     | Primo turno | Primo turno |  |  | Ultimo turno | Ultimo turno    | Ultimo turno | Ultimo turno | Ultimo turno |  |
|  |             |                 |                 |             |             |  |  |              |                 |              |              |              |  |
|  | 12          | Cristina Bucșa  | Cristina Bucșa  | 7           | 6           |  |  |              |                 |              |              |              |  |
|  |             | Maja Chwalińska | Maja Chwalińska | 5           | 0           |  |  | 12           | Cristina Bucșa  | 63           | 6            | 1            |  |
|  | PR          | Francesca Jones | Francesca Jones | 6           | 6           |  |  | PR           | Francesca Jones | 7            | 3            | 6            |  |
|  | 13          | Laura Siegemund | Laura Siegemund | 4           | 3           |  |  |              |                 |              |              |              |  |